# Eric Bernotas
Eric Bernotas (* 5. August 1971 in West Chester, Pennsylvania) ist ein ehemaliger US-amerikanischer Skeletonpilot.
Eric Bernotas kam mit 30 Jahren erst relativ spät zum Skeleton. Sein erstes Weltcuprennen beendete er im Jahre 2004 in Winterberg auf dem 11. Platz. Schon in seinem zweiten Rennen in Altenberg kam er als Achter erstmals unter die besten Zehn. Sein erster Sieg in einem Weltcuprennen gelang 2005 in Lake Placid, der zweite folgte in der folgenden Saison noch im selben Kalenderjahr an selber Stelle. Sein drittes Rennen gewann er Anfang 2007 in Nagano. Die Saison 2004/05 schloss er als Sechster des Gesamtweltcups ab, die Saison 2005/06 als Dritter.
Dreimal war Bernotas US-amerikanischer Meister. Bei den Weltmeisterschaften 2005 in Calgary wurde er Achter, zwei Jahre später in St. Moritz gewann er die Silbermedaille im Einzel und im Team. Bei der Weltmeisterschaft 2009 konnte er erneut mit dem Team eine Medaille gewinnen, dieses Mal Bronze. Bei den Olympischen Winterspielen 2006 in Turin kam er auf den sechsten Platz, bei den Olympischen Spielen 2010 in Vancouver kam er auf Rang 14 ein. Für die folgende Saison 2010/11 konnte sich Bernotas ohne Probleme für den Weltcup qualifizieren, doch verlor er nach vier Rennen aufgrund von mittelmäßigen Leistungen seinen Platz im Team. Nach den Rennen in Nordamerika blieb er dort, reiste nicht nach Europa und wurde Teil des Technik-Programmes des Verbandes. Nach der Saison beendete er nach 50 Weltcuprennen seine Karriere. Seit März trainiert er die Skeleton-Neulinge in den USA.
Bernotas lebt in Avondale.